# La Cerisaie
Pour les articles homonymes, voir Cerisaie.
La Cerisaie (en russe : Вишнёвый сад) est une pièce de théâtre d'Anton Tchekhov créée en 1904.
Commencée en 1901, la pièce — une comédie en quatre actes — est achevée en septembre 1903. La première a lieu au Théâtre d'art de Moscou le 17 janvier 1904, puis la pièce est représentée en avril à Saint-Pétersbourg, où elle connaît un succès plus vif encore. Tchekhov a écrit en partie sa pièce à la Datcha Blanche et dans le domaine de Constantin Stanislavski à l'été 1902, Lioubimovka, dont il s'inspire aussi pour sa pièce.

## La pièce

### Argument
La pièce s'ouvre aux premières heures d'une journée du mois de mai, dans la chambre d'enfants du domaine ancestral appartenant à Lioubov Andréïevna Ranevskaïa, juste après le début du XXe siècle. Partie de Russie depuis cinq ans, à la suite de la noyade de son jeune fils, Lioubov vit en France avec son amant. Sa fille Ania, âgée de 17 ans, apprend qu'elle a tenté de se suicider, et part la chercher avec la gouvernante allemande du domaine, Charlotta Ivanovna. Les trois femmes reviennent en Russie, accompagnées de Yacha, le valet de Lioubov qui était parti avec elle en France. Au retour, le groupe est accueilli par un aréopage de parents, amis et voisins : Gaïev, son frère ; Varia, sa fille adoptive qui a supervisé le domaine en son absence ; Lopakhine, un riche marchand d'origine très modeste et Douniacha, sa domestique ; Boris Borissovitch Simeonov-Pichtchik, un propriétaire désargenté ; Semion Épikhodov, le comptable du domaine ; et Firs, le vieux valet de chambre de la famille.
Lopakhine rappelle à Lioubov et Gaïev que leur domaine, y compris le verger de cerisiers, doit être vendu aux enchères en août pour rembourser les dettes de la famille. Il propose de sauver le domaine en le transformant en chalets d'été, ce qui entraînerait la destruction du célèbre verger de cerisiers, connu au niveau national pour sa taille.
Lioubov profite de la vue sur le verger. Elle est surprise par Piotr Trofimov, le jeune étudiant qui avait été le précepteur de son fils, Gricha, dont la mort l'avait poussée à l'exil. Varia avait tenté de l'écarter, mais Trofimov avait insisté pour voir Lioubov à son retour. Le rappel de la tragédie la plonge dans la douleur.
Lioubov est invitée à une soirée. Pendant son absence, Ania avoue à Varya que leur mère est lourdement endettée. Elles s'endorment avec l'espoir renouvelé que le domaine soit sauvé et que la cerisaie soit préservée. Trofimov suit du regard le départ d'Ania et marmonne : « Mon soleil, mon printemps », en adoration.
L'acte II se déroule au milieu de l'été, en plein air, dans le domaine familial et à proximité de la cerisaie. Épikhodov et Yacha essayent de séduire Douniacha, la domestique de Lopakhine, en chantant et en jouant de la guitare. Charlotta soliloque sur sa vie tout en nettoyant un fusil de chasse. Dans l'acte I, il avait été révélé que Épikhodov avait demandé Douniacha en mariage ; cependant, celle-ci est amoureuse de Yacha. Lioubov, Gaïev et Lopakhine arrivent et discutent une fois de plus du destin incertain de la cerisaie. Peu de temps après entrent Ania et Varia, les deux demi-sœurs, et Trofimov, l'ancien précepteur. Soudain, un vagabond ivre et échevelé s'introduit et demande de l'argent ; Lioubov lui donne tout ce qu'elle a, sans réfléchir, malgré les protestations de Varia. Perturbée, la famille part dîner, et Lopakhine rappelle toujours aussi lourdement que la cerisaie va être vendue pour rembourser les dettes. Ania reste en retrait pour parler avec Trofimov de leur union ; Varia s'y oppose, mais Trofimov la rassure en lui disant qu'ils sont « au-dessus de l'amour ». Pour impressionner Trofimov et gagner son affection, Ania lui jure de laisser le passé derrière elle et de commencer une nouvelle vie.
Le mois d'août touche à sa fin, et Lioubov organise une fête. Des musiciens jouent et toute la famille s'amuse. Pourtant c'est le jour de la vente aux enchères de la cerisaie. Gaïev a reçu une modique somme d'argent de la part de sa grand-tante de Iaroslavl. Les membres de la famille, malgré la fête, sont anxieux de leur sort. Varia s'inquiète du prix que leur coûtent les musiciens et réprimande Pitchtik de trop boire, Douniacha de danser et Épikhodov de jouer au billard. Charlotta amuse le groupe en faisant de nombreux tours de magie. Lioubov réprimande Trofimov sur ses taquineries constantes envers Varia, qu'il nomme « Madame Lopakhine ». Elle dit ensuite à Varia qu'elle doit épouser Lopakhine au plus vite, mais Varia refuse et dit que c'est le devoir de Lopakhine de lui demander sa main, et non le sien. Elle dit également que si elle avait de l'argent, elle irait le plus loin possible de lui. Seul avec Lioubov, Trofimov insiste pour qu'elle voie enfin la réalité en face et que la cerisaie va être vendue. Lioubov sort un télégramme de Paris, qui annonce que son ancien amant est malade et qu'elle doit retourner à ses côtés pour l'aider. Elle dit qu'elle compte retourner le voir à Paris, malgré le comportement horrible qu'il a eu envers elle par le passé. Trofimov est choqué de cette nouvelle et tous deux parlent de l'amour et de leurs expériences. Trofimov part, tombe dans les escaliers et doit être porté par les autres. Lioubov rit et lui pardonne son extravagance, et les deux personnages se réconcilient. Ania entre et annonce que, selon une rumeur, la cerisaie est vendue. Lopakhine arrive avec Gaïev, tous deux épuisés du voyage et des événements de la journée. Gaïev est distant et va se coucher sans dire un mot sur la vente. Quand Lioubov demande qui a acheté le domaine, Lopakhine révèle que c'est lui, et qu'il compte détruire le verger de cerisiers à la hache. Lioubov, ulcérée, se rue vers Ania, qui essaie de la calmer et de la rassurer en lui disant que l'avenir sera plus clair maintenant que la cerisaie est vendue.
Plusieurs semaines plus tard, de retour dans la chambre d'enfants de l'acte I, on assiste au déménagement. Les biens de la famille sont emballés et la famille se prépare à quitter le domaine pour toujours. Trofimov entre, à la recherche de ses “caoutchoucs”. Il échange quelques mots avec Lopakhine sur leur vision du monde. Ania entre et réprimande Lopakhine d'avoir ordonné à ses ouvriers de couper le verger alors même que la famille est encore là. Lopakhine s'excuse et part ordonner l'arrêt des travaux, dans l'espoir que cela pourrait le réconcilier avec la famille. Charlotta entre, perdue, et demande que la famille lui conserve sa place de domestique. Lioubov fait un dernier adieu à la maison, et la cerisaie est fermée. Soudain, dans l'obscurité, Firs entre à tâtons : il se rend compte que la famille l'a oublié et l'a enfermé dans la maison abandonnée. Il s'allonge alors sur le canapé et semble s'abandonner à la mort. La pièce se termine sur le bruit des haches qui coupent les troncs des cerisiers.

### Personnages
L'orthographe des noms et prénoms des personnages peut changer selon les traductions.
Lioubov Andréïevna Ranevskaïa est le personnage pivot de la pièce et tous les personnages gravitent autour d'elle. Propriétaire de la cerisaie, elle représente la fierté de l'aristocratie confrontée aux mutations de son époque. Son amour pour sa maison et sa peine face à la mort de son fils lui donnent une profondeur qui empêche de tomber dans une vision grotesque de l'aristocratie. Elle peut avoir un côté drôle quand elle avoue son incapacité à gérer les affaires et les problèmes financiers, plus complexe que l’idée de son rôle dans la faillite. Elle est présentée avec tendresse et apparaît comme attachante et aimable, bonne et généreuse, spontanée et sincère, parfois puérile, peu consciente du drame qui se joue. Elle n’hésite pas à s’engager ou à aller jusqu’au bout de son amour. Tchekhov nous dit de Lioubov que seule la mort pourrait calmer une telle femme. Elle se sait versatile et dépensière et, quand elle évoque la mort de son enfant ou l'abandon de son amant, elle prend à témoin la fatalité qui lui inflige « une première punition ». En dépit de ses « fautes » qu'elle avoue avec une certaine lucidité, elle échappe à toute culpabilité.
Léonid Andréïevitch Gaïev est le frère de Lioubov. Loquace et excentrique, c'est l'un des personnages les plus comiques de la pièce. Son obsession pour le billard est représentative de la vie de loisir, décadente, de l'aristocratie, rendant ses membres impuissants face au changement. Gaïev fait beaucoup d'efforts pour sauver le domaine et la famille, mais en tant qu'aristocrate, il est inexpérimenté face à la vraie vie, ce qui l'empêche de réaliser son but. Il partage la même passion et le même amour pour la cerisaie que Lioubov, amour lié à leurs souvenirs d’enfance et à leur conscience d’appartenir à une vieille famille de la noblesse russe. Gaïev est loin d’avoir le charme de sa sœur, car ses défauts ne sont rachetés par aucune qualité remarquable. Personne ne le prend au sérieux, et même les domestiques se moquent de lui. À 51 ans, il se comporte comme un enfant ; il se fait habiller, materner et gronder. Il passe son temps à parler très longuement et à dire des termes techniques de billard, c'est sa façon à lui de s'excuser.
Ania est la fille de Lioubov. Elle a 17 ans. C'est elle qui organise le voyage à Paris pour aller chercher sa mère. C'est une jeune fille vertueuse et forte. Elle est amoureuse de Trofimov et écoute ses conversations révolutionnaires, même si elle garde pour elle ses opinions sur le sujet.
Varia est la fille adoptive de Lioubov. Elle a 24 ans. C'est elle qui s'occupe du domaine et qui maintient tout en ordre, aussi bien la maison que les membres de la famille. Les raisons pour lesquelles Lioubov l'a adoptée sont floues ; nous savons juste qu'elle vient d'une « famille simple », probablement d'anciens serfs. Varia rêve de devenir religieuse, malgré son manque d'argent. Elle adore sa mère et sa demi-sœur, et s'énerve tout le temps quand la discussion vient à parler d'argent. Sa relation avec Lopakhine est ambiguë : toute la famille semble penser qu'ils sont sur le point de se marier, mais aucun des deux personnages ne semble vouloir faire le premier pas.
Gricha est le fils de Lioubov. Il meurt noyé dans la rivière alors qu'il est âgé de 7 ans. C'est cet événement, avec la mort du mari de Lioubov, qui conduit cette dernière à partir à l'étranger. Trofimov, qui était le précepteur de Gricha, rappelle à Lioubov cette tragédie insurmontable.
Piotr "Petia" Serguéïevitch Trofimov est un étudiant de presque trente ans, amoureux d'Ania. Il est décrit comme un « éternel étudiant ». Révolutionnaire et passionné, il représente la vague de réformistes russes, peinant à se trouver une place dans l'autocratie tsariste. Il est pour que l'on vende la cerisaie.
Boris Borissovitch Siméonov-Pichtchik est un propriétaire terrien, ami de la famille, dont le domaine traverse également une période difficile. Il ne cesse de parler d'affaires qui pourraient le sauver et harcèle Lioubov afin qu'elle lui prête de l'argent. Il représente l'ironie de l'aristocratie russe : malgré ses déboires financiers, il passe son temps à ne rien faire et à fréquenter la famille de la cerisaie.
Ermolaï Alexéïevitch Lopakhine est un marchand. C'est de loin le personnage le plus riche de la pièce, mais également celui qui vient de la classe sociale des marchands, bien inférieure à celle de la noblesse. Ce contraste définit son personnage : il aime la vie qu'il mène, mais est conscient de ses origines et de son obsession pour les affaires. Contre les intentions de Tchekhov, sa présence sur scène est souvent désagréable à cause de ses tendances avares et de sa trahison finale, cependant il tente à plusieurs reprises de sauver la famille, en vain. Il représente la nouvelle classe moyenne russe. Tchekhov fait très attention à ne pas faire passer Lopakhine pour une brute antipathique ou un parvenu insupportable. Il représente, à lui seul, la nouvelle classe bourgeoise des hommes d’affaires, clamant être le petit-fils d’un serf afin d’obtenir la cerisaie en reniant ses origines. Mais son manque d'élégance est présent aussi bien dans ses manières que dans ses vêtements, il reste le moujik qu'il a toujours été.
Charlotta Ivanovna est une gouvernante. De loin le personnage le plus excentrique, Charlotta est la seule gouvernante que la famille pouvait se permettre d'engager, et sert de confidente à Ania. C'est une figure mélancolique, élevée par une dame allemande sans qu'elle ne sache vraiment qui sont ses parents, si ce n'est qu'ils travaillaient dans le cirque. Elle est amatrice de tours de cartes et de ventriloquie. Quand la famille se disloque, elle accepte son renvoi avec pragmatisme.
Semione Pantéléïevitch Épikhodov est commis et comptable du domaine. C'est un autre personnage comique. Son infortune et sa maladresse extrêmes lui ont valu le surnom de « mille malheurs » (ce surnom change selon les traductions), souvent utilisé par Yacha. Il est amoureux de Douniacha et la demande en mariage. À la fin de la pièce, il est engagé par Lopakhine pour veiller sur les travaux.
Douniacha est une femme de chambre. Comme Lopakhine, elle est un exemple du changement en Russie de l'époque. Ancienne paysanne engagée comme femme de chambre au domaine, Douniacha cherche l'attention et veut s'élever en s'habillant comme une dame. Même si elle est courtisée par Épikhodov, elle est amoureuse de Yacha et est attirée par la culture qu'il a acquise pendant le voyage à Paris.
Firs est le valet de chambre de la famille. Il a 87 ans. C'est un personnage excentrique qui considère l'émancipation des serfs russes comme une catastrophe et se remémore avec nostalgie l'époque où les gens admiraient les maîtres, comme les parents et les grands-parents de Lioubov et Gaïev. Sa sénilité est en partie la source de l'intensité de la pièce, symbolisant la décadence de l'ancienne société russe sombrant dans la folie.
Yacha est un jeune valet qui a accompagné Lioubov à l'étranger et ne souhaite qu'une chose : retourner à Paris. Il représente la nouvelle génération russe, pionnière de la révolution, qui se défend avec obstination contre les anciennes traditions. Impétueux et grossier, Yacha est, comme Douniacha et Charlotta, le mieux que la famille se pouvait s'offrir. Il joue avec l'affection de Douniacha.
Le passant est un personnage que la famille rencontre alors qu'ils se prélassent dans leur domaine pendant le deuxième acte. Il symbolise les nouvelles idéologies et les mouvements sociaux venant troubler la paix aristocratique en Russie au début du XXe siècle.
Le chef de gare et l'employé des postes sont deux personnages présents à la fête organisée par Lioubov pendant le troisième acte. Même s'ils ont un rôle mineur (le chef de gare essaie de réciter un poème et l'employé des postes courtise Douniacha), ils sont des symboles de la désapprobation de l'aristocratie dans la Russie du XXe siècle. Firs dira qu'ils avaient à l'époque des barons et des seigneurs à leurs bals, et qu'ils n'ont maintenant que des chefs de gare et des employés de postes, qui ne viennent que par politesse.

### Thèmes

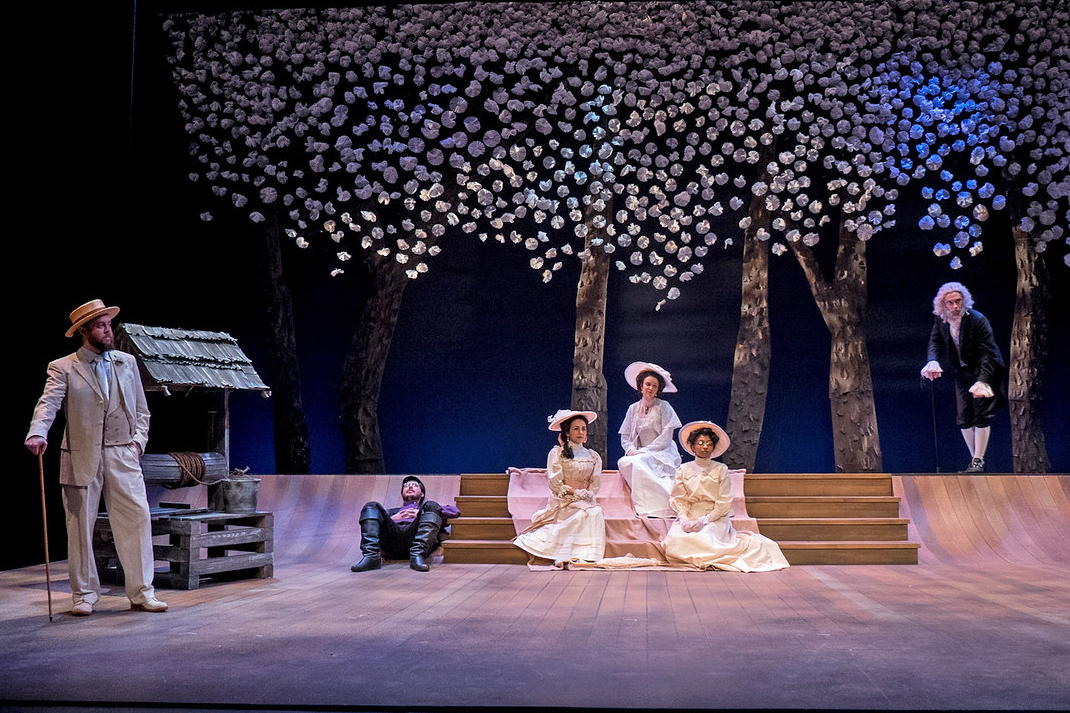
Représentation du théâtre de l'université d'Arkansas en 2015.

L'un des thèmes principaux de la pièce est l'effet des changements sociaux sur la société. L'abolition du servage de 1861 par Alexandre II a permis aux anciens serfs de s'enrichir et de s'élever en société alors que plusieurs aristocrates se sont appauvris, devenant incapables d'entretenir leurs domaines sans leurs serfs. L'effet de cette réforme était encore ancré quand Tchekhov écrit sa pièce.
À l'origine, Tchekhov avait écrit cette pièce comme une comédie, comme l'indique le titre dans l'édition Marx de 1904, et même grotesque, comme l'auteur l'indique dans certaines lettres. Aussi, quand il assista à la première mise en scène de Constantin Stanislavski au Théâtre d'art de Moscou, il fut horrifié de découvrir que le metteur en scène en avait fait une tragédie. Depuis ce jour, la nature nuancée de la pièce, et de l'œuvre de Tchekhov en général, est un défi pour les metteurs en scène.
Lioubov, incapable de faire face aux problèmes concernant son domaine et sa famille, perd tout, et est le stéréotype d'aristocrates russes incapables de s'adapter à une nouvelle donne. Son refus d'accepter son passé, tant dans la vie qu'en amour, est sa descente aux enfers tout au long de la pièce. Elle est coincée entre sa vie à Paris et sa vie en Russie : elle arrive de Paris au début de la pièce et y retourne à la fin. C'est une femme qui vit dans l'illusion du passé, en se remémorant souvent des souvenirs de la mort de son fils, etc. Les tirades de Trofimov s'attaquant aux intellectuels ont été vues plus tard comme une première manifestation des idées bolchéviques, et ses répliques ont été censurées par les officiels tsaristes. Les cerisiers eux-mêmes étaient souvent vus comme un symbole de tristesse et de regret face à une certaine situation ou tout simplement face au temps qui passe.
Le thème de l'identité et les attentes face à celle-ci sont également un thème récurrent dans La Cerisaie. En effet, les personnages peuvent être divisés en trois parties distinctes : la famille (Lioubov, Gaïev, Ania, Varia), les amis de la famille (Lopakhine, Pichtchik, Trofimov), et les domestiques (Firs, Yacha, Douniacha, Charlotta, Épikhodov). L'ironie de ces personnages est que la plupart d'entre eux n'agissent pas comme ils le devraient. Nous pouvons par exemple penser à Varia, la fille adoptive d'une aristocrate, qui a le rôle de femme de chambre ; Trofimov, l'étudiant, rejeté de l'université ; Yacha, se considérant comme faisant partie de ceux qui ont été façonnés par Paris ; enfin, Lioubov et Pichtchik s'appauvrissant tandis que Lopakhine, né moujik, est quasiment millionnaire.
Bien que la vision marxiste de la pièce soit plus répandue, une autre vision suggère que La Cerisaie est un hommage de Tchekhov à lui-même. La plupart des personnages font écho à certaines de ses anciennes œuvres ou à des personnes qu'il connaissait réellement. Il est également important de noter que sa maison d'enfance fut achetée et détruite par un homme riche que sa mère considérait comme son ami. Les cordes de guitare qui se cassent dans les deuxième et quatrième actes renvoient à ses anciens travaux. Enfin, le classique « pistolet chargé », qui est un élément essentiel dans l'œuvre de Tchekhov, figure également dans La Cerisaie sous la forme du revolver d'Épikhodov. C'est cependant la seule pièce de Tchekhov dans laquelle une arme est montrée mais pas utilisée.
| La Mouette                             | Paulina          | Nina                    | Treplev                         | Arkadina     | Sorine                  | Trigorine         |                                  | Dorn            | Medvedenko          | Macha                                | Chamraev                      | [Dorn]     | Yakov                       |
| Oncle Vania                            | Marina           | Sonia                   | Vania                           | Elena        | Sérébriakov             | [Astrov]          | [Sonia]                          | Astrov          | Sérébriakov         | [Sonia]                              | Tiéliéguine                   | [Astrov]   | L'ouvrier                   |
| Les Trois Sœurs                        | Anfisa           | Irina                   | Touzenbach                      | Natacha      | [Tchéboutykine]         |                   | Olga                             | Tchéboutykine   | Koulygine           | Macha                                | Soliony Féraponte             | Verchinine |                             |
| La Cerisaie                            | [Firs]           | Ania                    | [Trofimov]                      | Lioubov      | Gaïev                   | Lopakhine         | Varia                            |                 |                     | [Varia]                              | Charlotta Pichtchik Épikhodov | Trofimov   | Yacha Douniacha Domestiques |
| Catégories actantielles et oppositions | Vieille servante | Jeune fille pure brisée | (Jeune) homme idéaliste victime | Femme fatale | Vieil homme improductif | Homme de l'avenir | Femme raisonnable et responsable | Médecin cynique | Professeur médiocre | Jeune femme passionnée et désespérée | Fou                           | Philosophe | Domestique                  |

### Citation

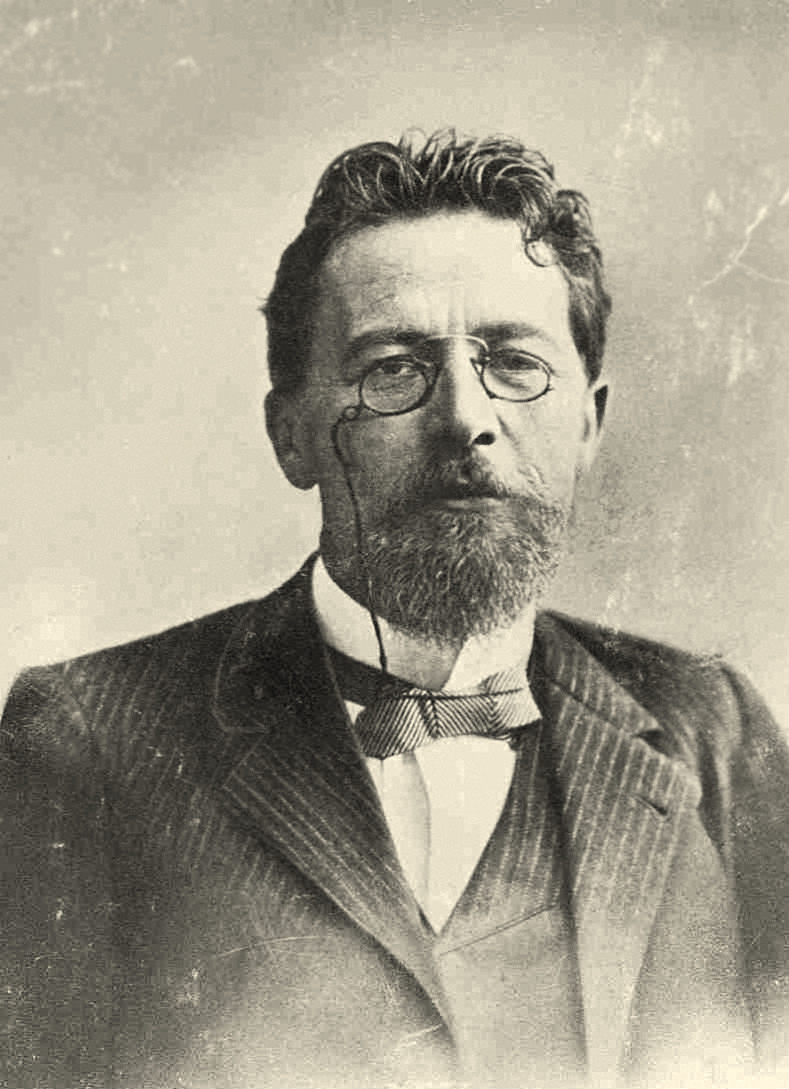
Tchékhov en 1901.

« Toute la Russie est notre cerisaie. La terre est vaste et belle, il y a beaucoup d'endroits splendides.
[Pause]
Imaginez, Ania : votre grand-père, votre arrière-grand-père, tous vos ancêtres possédaient des esclaves, ils possédaient des âmes vivantes, et ne sentez-vous pas dans chaque fruit de votre cerisaie, dans chaque feuille, dans chaque tronc, des créatures humaines qui vous regardent, n'entendez-vous donc pas leurs voix ?... Posséder des âmes vivantes - mais cela vous a dégénérés, vous tous, vivants ou morts, si bien que votre mère, vous, votre oncle, vous ne voyez même plus que vous vivez de dettes, sur le compte des autres, le compte de ces gens que vous laissez à peine entrer dans votre vestibule... Nous sommes en retard d'au moins deux siècles, nous n'avons rien de rien, pas de rapport défini avec notre passé, nous ne faisons que philosopher, nous plaindre de l'ennui ou boire de la vodka. C'est tellement clair, pour commencer à vivre dans le présent, il faut d'abord racheter notre passé, en finir avec lui, et l'on ne peut le racheter qu'au prix de la souffrance, au prix d'un labeur inouï et sans relâche. Comprenez cela, Ania. »

— Anton Tchekhov, La Cerisaie (tirade de Trofimov, à la fin de l'acte II).

## Interprètes célèbres
- À la création de la pièce, Tchekhov tenait à ce que ce soit Stanislavski qui endosse le rôle de Lopakhine, mais celui-ci préféra celui de Gaïev[4].
- En 1975, au théâtre de la Taganka, Vladimir Vissotski incarne Lopakhine[5].

## La Cerisaieen France
Parmi les représentations mémorables en France, on peut citer :
- 1954 : Première en France, théâtre Marigny, mise en scène de Jean-Louis Barrault. Traduction de Georges Neveux.
- 1981 : Théâtre des Bouffes du Nord, mise en scène de Peter Brook, adaptation française de Jean-Claude Carrière, avec Natasha Parry dans le rôle de Lioubov, Michel Piccoli et Niels Arestrup, Catherine Frot, Irina Brook ; reprise en 1983, Guy Tréjan reprenant le rôle de Michel Piccoli. Cette même année, Peter Brook adapte lui-même sa pièce pour la télévision.
- 2013-2014 : Du 09/11/2013 au 23/06/2014, théâtre du Nord-Ouest, mise en scène de Coralie Salonne
- 2009 : Théâtre national de la Colline, mise en scène Alain Françon, avec Dominique Valadié (Lioubov), Didier Sandre (Gaïev), Jérôme Kircher (Lopakhine) Mise en scène construite sur la traduction d'André Markowicz et Françoise Morvan parue chez Actes Sud. Cette interprétation a donné lieu à une version vidéo parue chez Arte en 2009.

Alain Françon avait déjà monté cette pièce à la Comédie française dans la traduction d'André Markowicz et Françoise Morvan (qui ont donné la version originale de l'Acte II).
- 2019 : Nouvelle version, théâtre du Nord-Ouest, mise en scène de Coralie Salonne
- 2021 : mise en scène de Tiago Rodrigues au Festival d’Avignon, dans la cour du Palais des Papes, puis au Théâtre de l'Odéon. Avec Isabelle Huppert, Adama Diop, ... Traduction d'André Markowicz et Françoise Morvan
- 2021 : Mise en scène[6] de Clément Hervieu-Léger, Comédie Française, dans la salle Richelieu. Avec Florence Viala, Loïc Corbery, Éric Génovèse, Michel Favory, Véronique Vella, Julie Sicard, Nicolas Lormeau, Adeline d'Hermy, Jérémy Lopez, Sébastien Pouderoux, Anna Cervinka, Rebecca Marder, Julien Frison. Traduction d'André Markowicz et Françoise Morvan.

## Adaptations

### Au cinéma
- Michael Cacoyannis en a réalisé une version cinématographique en 1999 en langue anglaise : La Cerisaie avec Charlotte Rampling dans le rôle de Ranevskaya, Alan Bates dans celui de Gayev, Owen Teale dans celui Lophakin, Melanie Lynskey pour Dunyasha et Gerard Butler dans celui de Yasha[7].

### À l'opéra
- 2008-2009 : La Cerisaie est adaptée en un opéra en douze scènes, un prologue et un épilogue par Philippe Fénelon.

Création à Moscou, en langue russe, au Théâtre Bolchoï, le 2 décembre 2010, en version de concert (prima assoluta d'une composition lyrique d'un compositeur français au Bolchoï).
Première française à l’Opéra de Paris en janvier 2012,, sous la direction de Tito Ceccherini et dans la mise en scène de Georges Lavaudant.

## Éditions
- Anton Tchekov (trad. Elsa Triolet), « La Cerisaie », dans Œuvres de A. Tchekov, Paris, Éditeurs français réunis, 1954
- Anton Tchekov (trad. Jean-Claude Carrière), La Cerisaie, Paris, Centre international de création théâtrale, 1981
- Anton Tchekhov (trad. André Markowicz et Françoise Morvan, postface Françoise Morvan), La Cerisaie : comédie en quatre actes, Arles, Actes Sud, coll. « Babel » (no 51), 2011, 2021 (éditions revues) (1re éd. 1992), 203 p., poche (ISBN 978-2-7427-3946-2)